# カール・フリードリヒ・ルンゲンハーゲン
カール・フリードリヒ・ルンゲンハーゲン（Carl Friedrich Rungenhagen, 1778年9月27日 - 1851年12月21日）は、ドイツの作曲家、音楽教師。

## 生涯

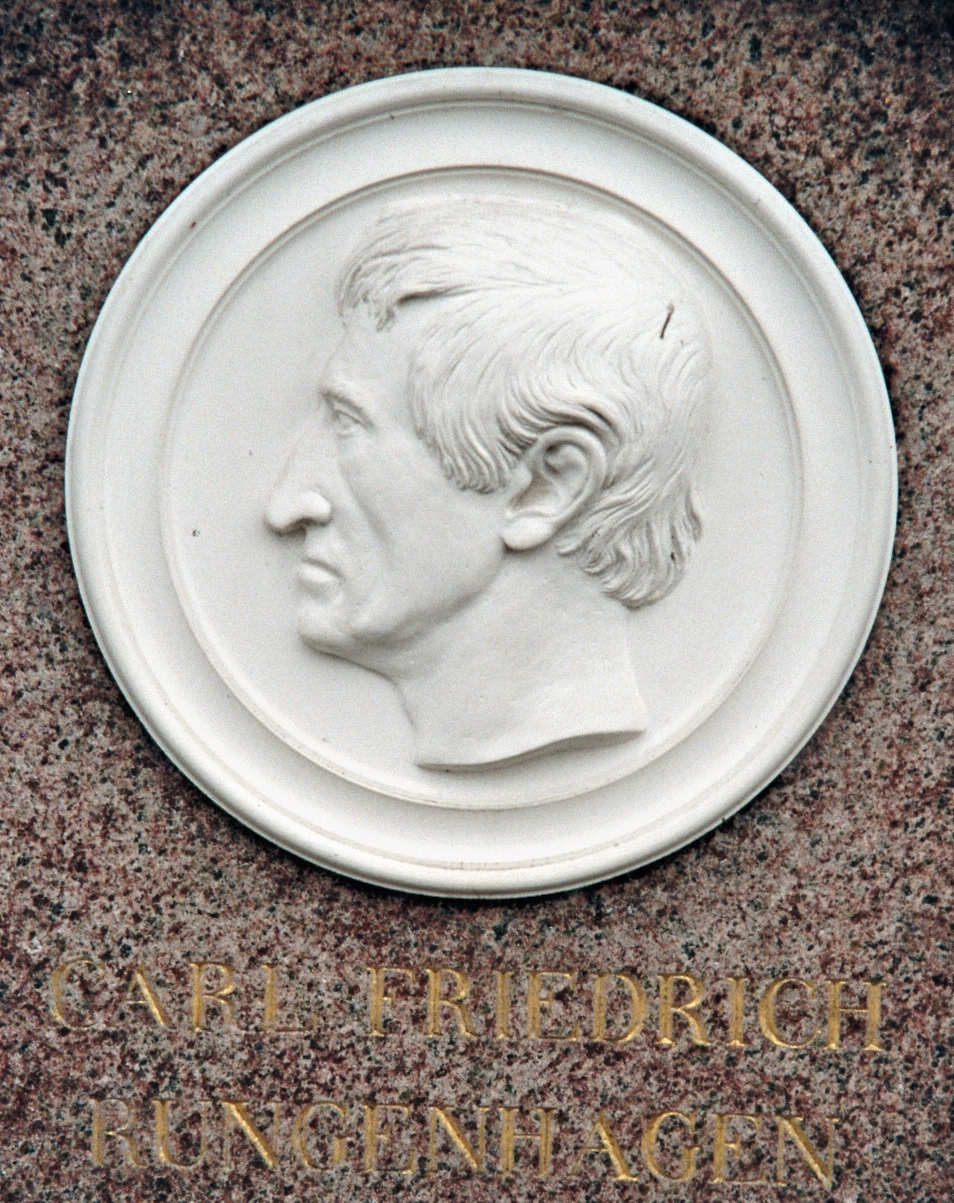
墓石の刻印

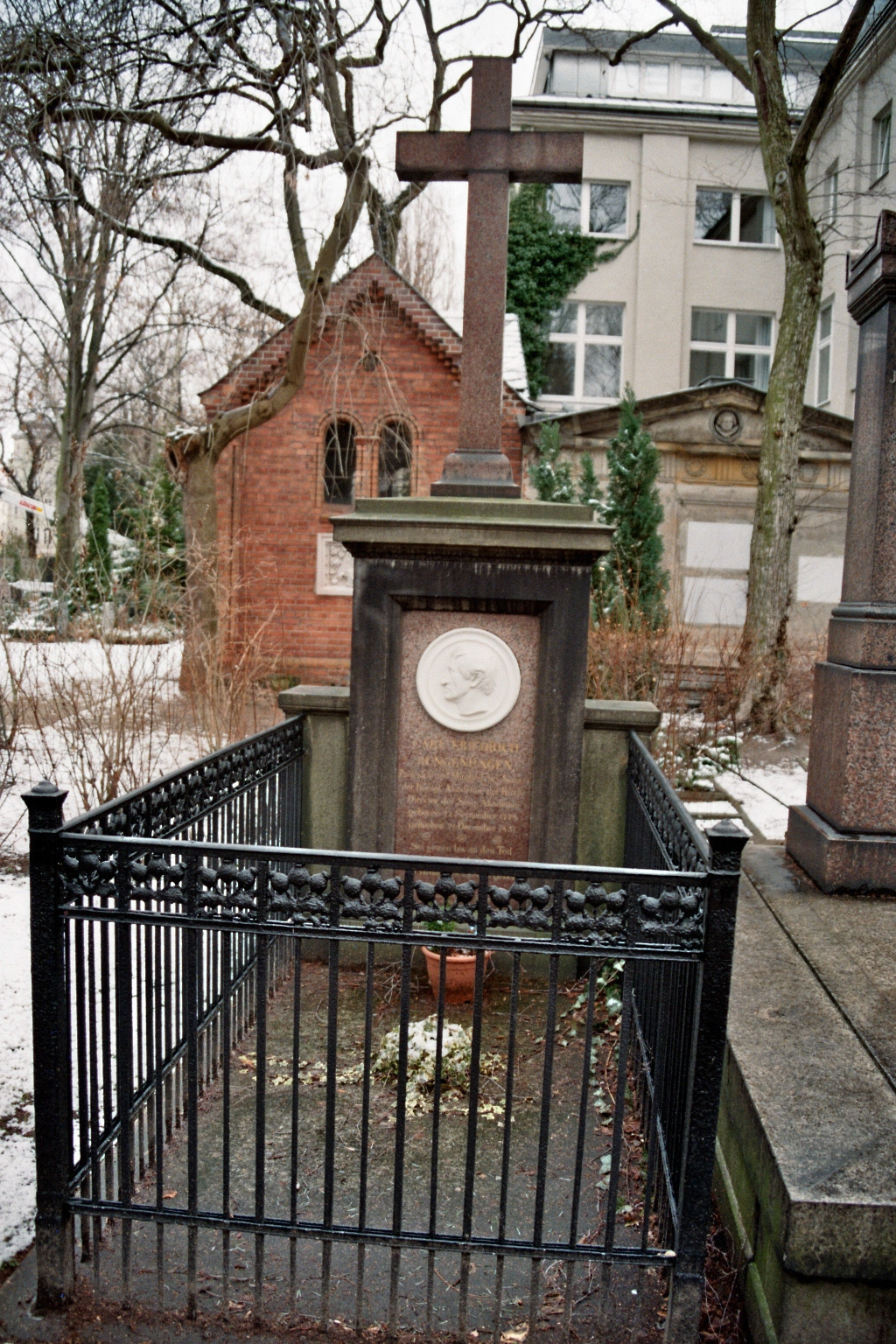
墓の全体像

ルンゲンハーゲンは当初ダニエル・ホドヴィエツキの下で絵画を学んでいたが、これをやめて父の貿易会社に加わった。そこで彼は1796年から父の死まで働き、その後は音楽に専念するようになった。
ルンゲンハーゲンは1801年に合唱団ベルリン・ジングアカデミーに入団、カール・フリードリヒ・ツェルターの弟子となった。1815年には指揮者代理となり、1833年にはツェルターの跡を継いで団の運営を引き受けることになる。アカデミーの役員総会において、ルンゲンハーゲンが代表に選出された選挙については異論がなかったわけではない。対抗馬には同じくツェルターの教え子であったフェリックス・メンデルスゾーンがいたのである。メンデルスゾーンは1829年に有名なバッハの「マタイ受難曲」の復活公演をアカデミーで成功に導いており、またフェリックスを含むメンデルスゾーン一家の面々が長く合唱団で歌い、アカデミーを支えてきたという状況があった。しかし、これらの貢献ではアカデミーを率いるには十分とはいえないということになってしまった。ルンゲンハーゲンが成功したのは反ユダヤ主義のためだと考える者もいる。その後メンデルスゾーンがベルリンへと引き返さなかったのは、落選の影響によるものとも考えうる。
アカデミーの指揮者に就任したルンゲンハーゲンは、引き続きバッハの音楽の再興に努めた。1833年には、バッハの死後初めてとなる「ヨハネ受難曲」の公演で指揮をしている。また1835年には、同じくバッハの「ミサ曲 ロ短調」のほぼ全曲の演奏を行った。彼はヘンデルのオラトリオにも注力し、1840年には5回の公演を行っている。同時代の作曲家のオラトリオも取り上げており、弟子のカール・エッケルトの「ルース Ruth」や自作の「ユディス Judith」などを演目に取り入れた。彼がジングアカデミーを指揮して初演したオラトリオは30作品にのぼる。彼自身が作曲した楽曲は主として教会音楽、オラトリオ、カンタータ、歌曲であった。
ルンゲンハーゲンはベルリン芸術アカデミーでも音楽教師として教鞭を執り、1843年には教授に任用された。彼の門弟にはアルベルト・ロルツィング、ルイス・レヴァンドフスキ、スタニスワフ・モニューシュコ、カール・エッケルト、アウグスト・コンラーディ、アレクサンダー・フェスカなどがいる。また、ルンゲンハーゲンはベルリンでフリーメイソンのロッジのメンバーにもなっていた。
ルンゲンハーゲンは1851年12月にベルリンで73年の生涯を閉じ、遺体はドロテーエンシュタット墓地に埋葬された。彼の次にアカデミーの指揮者を引き継いだのはエドゥアルト・グレルであった。

## 主要作品
- 「Aus der Tiefe ruf' ich, Herr」 ソプラノ、4声の合唱とオルガンまたはピアノのための
- 「ピアノ伴奏による4つの歌曲」 1816年
- 「ソプラノのための2つのピアノ伴奏歌曲」 ベルリン、Gröbenschütz und Seiler 1807年？
- 「3つの女声三重唱」 ベルリン、Stern 1842年頃
- 「„Schlusslied“ Jetzt schwingen wir den Hut」（リート）
- 「Abends, wenn man aus dem Wirtshaus geht」（リート）
- 「Jetzt schwingen wir den Hut」（リート）
- 「目覚め Erwachen」 Op. 7
- フォス（Voß）の「An Selma」とクロプシュトックの「Lyda」の2つの詩 （データなし）
- 「Süße Ahndungsschauer gleiten」（L. Tieckの詩）（データなし）
- 「Selmar und Selma」（クロプシュトックの詩）（データなし）
- 「Friedens-Cantate」 ベルリン、W. Dietericiより出版 1816年
- 「テ・デウム Te Deum」 ベルリン W. Dietericiより出版 1816年
- 「Stabat mater dolorosa」（ラテン語とドイツ語の歌詞付き） 2人のソプラノと1人のアルトソロのための Op.24、ベルリン、Trautwein 1826年
- 「エルサレムに入るキリスト Christi Einzug in Jerusalem」 1834年
- 「セシリア Caecilia」